# 煙雲館庭園
煙雲館庭園（えんうんかんていえん）は、宮城県気仙沼市（旧本吉郡松岩村）にある鮎貝氏旧居館・煙雲館にある日本庭園。2017年（平成29年）11月17日に国の名勝に指定された。

## 鮎貝氏の歴史
鮎貝氏はかつて出羽国置賜郡の鮎貝城（山形県西置賜郡白鷹町鮎貝）城主であり、伊達氏に従って仙台藩上級家臣となった。近代においては気仙沼町初代町長の鮎貝盛徳を輩出した。また盛徳の弟、落合直文・鮎貝房之進（号：槐園）は与謝野鉄幹らと浅香社を結成した文学者。なお現存する居宅は往年の火災による焼失後の仮普請である。

## 煙雲館庭園の主な構成
江戸時代初期の寛文年間、仙台藩茶道頭の石州流二代目清水動閑の作とされる、築山を囲む清明な池泉を中心とする回遊式庭園。当地の景勝地である岩井崎（海洋）と大島（島嶼）を借景とする。日本でも珍しいシダレイトスギ、ドウダンツツジ、サザンカ、ビワ、マツが配植されている。

## 利用情報
- 開館時間 – 9時から16時
- 料金 – 無料
- 駐車場 – 10台

## アクセス
- 三陸沿岸道路気仙沼中央ICから車で約6分
- 気仙沼線BRT松岩駅から徒歩約8分